# Stone Creek
Stone Creek és una població dels Estats Units a l'estat d'Ohio. Segons el cens del 2000 tenia 184 habitants.

## Demografia
Segons el cens del 2000, Stone Creek tenia 184 habitants, 66 habitatges, i 55 famílies. La densitat de població era de 165,2 habitants per km².
Dels 66 habitatges en un 47% hi vivien nens de menys de 18 anys, en un 66,7% hi vivien parelles casades, en un 10,6% dones solteres, i en un 15,2% no eren unitats familiars. En el 12,1% dels habitatges hi vivien persones soles el 9,1% de les quals corresponia a persones de 65 anys o més que vivien soles. El nombre mitjà de persones vivint en cada habitatge era de 2,79 i el nombre mitjà de persones que vivien en cada família era de 3,05.
Per edats la població es repartia de la següent manera: un 32,6% tenia menys de 18 anys, un 7,6% entre 18 i 24, un 29,9% entre 25 i 44, un 14,7% de 45 a 60 i un 15,2% 65 anys o més.
L'edat mediana era de 34 anys. Per cada 100 dones de 18 o més anys hi havia 96,8 homes.
La renda mediana per habitatge era de 30.625 $ i la renda mediana per família de 31.250 $. Els homes tenien una renda mediana de 35.625 $ mentre que les dones 15.625 $. La renda per capita de la població era de 15.308 $. Aproximadament el 10% de les famílies i el 8,8% de la població estaven per davall del llindar de pobresa.

## Poblacions més properes
El següent diagrama mostra les poblacions més properes.